# Амаду Сукуна
Амаду Сукуна (на френски: Amadou Soukouna; роден на 21 юни 1992 в Ножан-сюр-Марн) е френски футболист, играе като нападател и се състезава за българския Черно море (Варна).

## Клубна кариера
Сукуна записва първия си професионален мач на 13 ноември 2010 година в първенството при загубата с 0-1 от Монпелие. Седмица по-късно се появява като резерва още през първото полувреме при загубата с 0-1 от гранда Олимпик Марсилия.
През сезон 2012/13 е даден под наем в отбора на Люзнак АП. Записва 31 мача за първенство, в които отбелязва четири гола.
На 7 април 2016 година подписва с българския отбор Верея (Стара Загора).
На 19 ноември 2016 година Амаду отбелязва гол в първата минута, който се оказва и единствен в срещата, при победата с 1-0 над отбора на Дунав (Русе). На 1 декември 2016 година Сукуна отново отбелязва единствено попадение в срещата за нова победа на своя отбор, този път в градското дерби срещу отбора на Берое (Стара Загора).

## Национален отбор
През 2011 година Сукуна записва два мача за националния отбор на Франция до 19 години.